# Gerhard Jeronymus
Gerhard Jeronymus (* 8. August 1929) ist ein ehemaliger deutscher Fußballspieler. Für die BSG Märkische Volksstimme/Rotation Babelsberg spielte er von 1949 bis 1958 in der DDR-Oberliga, der höchsten Liga im DDR-Fußball.

## Sportliche Laufbahn
1949 startete in der Sowjetischen Besatzungszone als neue höchste Fußballspielklasse die vom ostdeutschen Sportausschuss gegründete Fußball-Liga (die spätere DDR-Oberliga). Zum Spieleraufgebot gehörte der 20-jährige Gerhard Jeronymus, der in seiner ersten DDR-weiten Saison als Mittelfeldspieler zu vier Einsätzen kam. In den nächsten Spielzeiten zeigte sich, dass er den Anforderungen des Spitzenfußballs noch nicht gewachsen war. Bis 1956 kam er nicht über den Status eines Ersatzspielers hinaus, denn in den in dieser Zeit ausgetragenen 221 Oberligaspielen kam er nur auf 55 Einsätze. In der Saison 1952/53 spielte er überhaupt nicht in der Oberliga, nur 1951/52 (13) und 1954/55 (14) hatte er mehr als zehn Einsätze aufzuweisen.
Seinen Durchbruch erzielte Gerhard Jeronymus in den Kalenderjahr-Spielzeiten 1957 und 1958. Durch den Ausfall des bisherigen Stammverteidigers Werner Hagen setzte Trainer Helmut Jacob 1957 auf dessen Position Jeronymus als linken Abwehrspieler ein. Dort konnte sich dieser während der gesamten Saison behaupten und fehlte bei den 26 Oberligaspielen nur einmal. Am 20. Spieltag in der Begegnung Babelsberg – Fortschritt Weißenfeld (3:1) erzielte er das einzige Oberligator seiner Laufbahn. 1958 bestritt Jeronymus weiter als Verteidiger alle 26 Oberligaspiele. Am Ende dieser Saison musste die BSG Rotation in die DDR-Liga absteigen.
Jeronymus bestritt noch zwei Spielzeiten in der Zweitklassigkeit, gehörte aber mit 31 Einsätzen in 52 Ligaspielen nur noch zum erweiterten Spielerstamm. Noch bevor die DDR-Liga 1961 zur Rückkehr in die Sommer-Frühjahr-Saison mit 39 Spielen ausgetragen wurde, beendete Gerhard Jeronymus im Alter von 31 Jahren nach 106 Spielen und einem Tor in der DDR-Oberliga seine Laufbahn im höherklassigen Fußball.